# Вук Бранкович (деспот)
Вук Бранкович (серб. Вук Гргуревић Бранковић; прибл. 1439 — 16 квітня 1485) — титулярний деспот Сербії в 1471—1485 роках. Герой сербської епічної народної поезії.

## Життєпис
Вук був сином Гргура Бранковича та внуком деспота Джураджа Бранковича, що правив у 1427—1456 роках. Його батька осліпили османи в 1441 році.
Після падіння Сербської держави в 1459 році Вук спершу був османським васалом, але 1465 року перейшов на службу до угорського короля Матяша Корвіна й був командиром сербських загонів у Сремі.
Ім'я Вук перекладається як вовк. В усній народній творчості Вук Бранкович відомий під прізвиськом «Вогняний змій-вовк» (серб. Змај Огњени Вук).
На службі в угорського короля Вук воював у військових кампаніях проти османів, чехів, поляків та австрійців. 1471 року король надав йому титул деспота Сербії. Вук володів великими територіями у Воєводині, що раніше належали деспоту Джураджу; зокрема, до його володінь належали Купиново, Сланкамен, Зренянин, Беркасово, Іріг та Вршаць. Вважається, що він заснував монастир Гргетег на Фрушка горі.
1476 року Вук Бранкович здійснив військову кампанію, в ході якої захопив Сребреницю та брав участь у битвах за Шабаць і Смедерево. У битві на Хлібовому полі проти османів 1479 разом з Дімітаром Якшичем Вук Бранкович очолював сербські загони. 1480 року він атакував Сараєво. 1481 року Бранкович воював проти турків на території колишнього Сербського деспотату й привіз звідти (з теренів навколо міста Крушеваць) десятки тисяч людей, що осіли в Банаті, переважно навколо Тімішоари.
Вук Бранкович помер 16 квітня 1485 року, не залишивши спадкоємців. Титул деспота Сербії перейшов до його двоюрідного брата Джордже Бранковича.